# Диоскорея клубненосная
Диоскорея клубненосная (лат. Dioscorea bulbifera) — вид растений рода Диоскорея (Dioscorea) семейства Диоскорейные (Dioscoreaceae), вьющаяся листопадная лиана. Декоративно-пищевое растение. Широко известна как ямс клубненосный.

## Описание

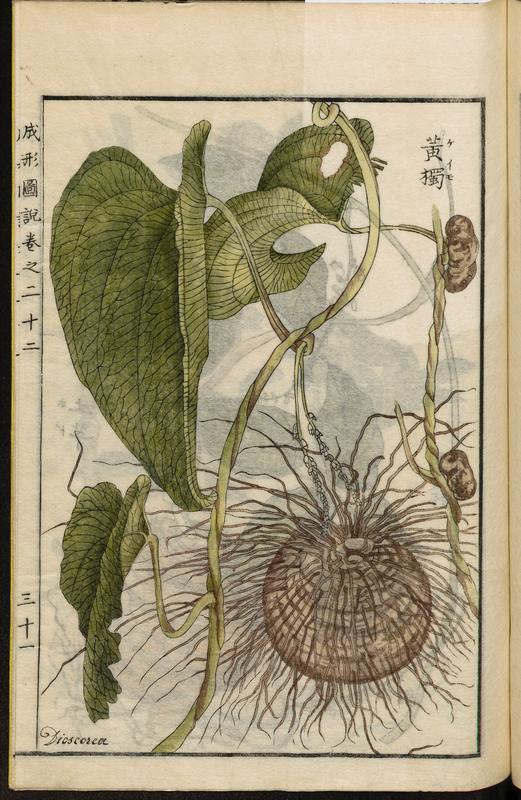
Диоскорея клубненоная, рисунок из Japanese Seikei Zusetsu agricultural encyclopedia

Многолетник с широкими листьями и разнополыми цветками. Подземные клубни похожи на небольшие продолговатые картофелины.
Диоскорея клубненосная может расти очень быстро, примерно 8 дюймов в день, и в результате достигать более 60 футов в длину. Она обычно цепляется за рядом растущие растения и деревья и взбирается даже на их вершины, имеет тенденцию окутывать опорные растения.
Диоскорея клубненосная быстро и легко расселяется благодаря луковицам, которые формируются на стеблях в пазухах листьев. В зимний период листва опадает, но с наступлением тёплого сезона она прорастает вновь из луковиц и подземных клубней.

## Распространение
Естественный исторический ариал обитания растения — Африка, Азия (Южная, Восточная и Юго-Восточная), Австралазия. Сейчас растение успешно культивируется во многих других регионах, таких как Латинская Америка, Вест-Индия, юго-восток Соединенных Штатов, различные океанические острова.
На нигерийском пиджин-инглиш это растение называют up-yam, вследствие того, что оно выращивается больше для сбора луковиц, чем клубней.

## Применение
Клубни диоскореи клубненосной насыщены питательными веществами и используются в пищу. Некоторые сорта имеют горьковатый вкус и поэтому предварительно обрабатываются кипятком, а затем готовятся также как ямс, картофель или батат. В пищу используют также луковицы (воздушные клубни). Размножается семенами, пазушными луковицами и клубнями.
Диоскорея клубненосная использовалась как народное средство для лечения конъюнктивита, диареи, дизентерии и других заболеваний.
Растение имеет большую значимость для аборигенов Tiwi, проживающих в Австралии, которые использует его для церемонии kulama. Во время обряда клубни приготавливают согласно ритуальной традиции и съедают на третий день.

### Токсичность
Некультивированные сорта, например, дико растущие во Флориде, могут быть ядовиты. Токсичные разновидности растения содержат стероид диосгенин, который является основным материалом, используемым в производстве ряда синтетических стероидных гормонов. Однако некоторые исследователи утверждают, что даже дикие сорта диоскореи клубненосной становятся съедобными после предварительной термической обработки.

## Инвазивные виды
В некоторых местах, например во Флориде, растение считается вредным сорняком из-за того, что токсичные сорта диоскореи клубненосной имеют крупную листву, которая быстро разрастается и затенят всё, что произрастает вблизи. Вторая причина — это луковицы на лозах. Они дают ростки — новые лозы, которые обвиваются друг друга, образуя толстое сплетение, которое также препятствует росту других растений.
Для того, чтобы повлиять на распространение токсичных видов диоскореи клубнекрылой был изучен листоед Lilioceris cheni (air potato leaf beetle), который впоследствии стал применяться как средство биологической борьбы. В 2013 году его стали внедрять в места произрастания некультивируемых сортов диоскореи клубненосной.